# Tập trung lực lượng
Tập trung lực lượng là hoạt động của quân đội tiến hành tập trung các đơn vị quân đội thành một đơn vị lớn hơn tại một địa điểm để chiến đấu. Việc tập trung này là bước chuẩn bị triển khai lực lượng, một phần của việc điều hành chỉ huy đơn vị quân sự.
Đồng thời, trong nhiều tình huống chiến đấu, khi xem xét vai trò trái ngược với phân tán lực lượng, đây là hoạt động của chiến thuật cơ động quân sự trong việc chủ động tấn công vào địa điểm mục tiêu bất kỳ, nơi mà quân thù không thể phán đoán kịp thời để sẵn sàng chiến đấu. Do đó, hoạt động này tạo nên lợi thế trong chiến tranh.
Tập trung lực lượng cũng đề cập đến việc tập hợp quân số đông đảo tại một chiến trường, dẫn đến áp đảo lực lượng về quân số và từ đó dẫn đến áp đảo về hỏa lực. Sự chênh lệnh này tạo nên lợi thế cho phe tấn công chủ động tập trung lực lượng.

## Lịch sử
Việc tập trung lực lượng với quân số áp đảo để tạo lợi thế đã được biết đến và sử dụng từ rất sớm trong lịch sử chiến tranh. Các ghi chép về những cuộc xâm lược Hy Lạp của Ba Tư đã sử dụng những đội quân đông đảo. Ở Trung Quốc, việc phao tin giả phóng đại quân số để gây hoang mang cho đối phương đã được sử dụng.
Nhà lý luận quân sự người Phổ Carl von Clausewitz (1780-1831) sau khi tiến hành một cuộc kiểm tra thực nghiệm về các trận chiến trong quá khứ đã kết luận tính ưu thế của quân số.
Trong chiến tranh Đông Dương, quân đội Việt Minh ban đầu duy trì tình trạng phân tán lực lượng để tránh mưu đồ đánh nhanh thắng nhanh của quân Pháp. Không để quân chủ lực phải giao chiến trong một cuộc chiến quy ước thông thường trong tình trạng bất lợi khi quân Pháp mạnh hơn. Đồng thời tác chiến cường độ thấp chủ yếu bằng chiến thuật đánh du kích. Việc tập trung lực lượng trong chiến tranh diễn ra ở những địa điểm cố định trong tình trạng phòng thủ như tại Việt Bắc, hầu hết tập trung lực lượng thành các đơn vị lớn của Việt Minh chỉ triển khai khi địa điểm và tình huống họ cảm thấy có lợi cho họ.
Việc tập trung lực lượng cũng đồng nghĩa việc gắn kết các đơn vị lại thành một khối lớn, và như thế chiến đấu với hình thức thông thường của chiến tranh quy ước. Do đó tập trung lực lượng để gây áp đảo phải từ một bên mạnh hơn hoặc nếu bên yếu hơn thì việc tạo ưu thế áp đảo phải từ việc dồn quân vào một khu vực phòng thủ duy nhất của quân đối phương. Điển hình của tập trung để áp đảo, là việc tập trung đông đảo quân Bắc Việt vào khu vực phía bắc của Nam Việt Nam trong Chiến cục năm 1972, trái ngược với chiến lược chiến đấu tràn ngập trên khắp miền Nam Việt Nam như trong Tết Mậu Thân năm 1968.

## Lý luận
Trọng tâm của Tập trung lực lượng là gây áp đảo, vì vậy tấn công phải bất ngờ, do đó để triển khai nhanh phe tấn công phải xây dựng quân đội cơ động, tác chiến theo hình thức chiến thuật cơ động. Áp đảo chỉ đạt lợi thế cao nhất khi bất ngờ, xây dựng và huấn luyện lực lượng cơ động nhanh sẽ khiến việc tập trung lực lượng nhanh hơn. Ngược lại, đối với bên phòng thủ, để đối phó hiệu quả sự tập trung lực lượng của đối phương đòi hỏi họ cũng có các đơn vị cơ động tương ứng, để tập trung quân phối hợp trên nhiều khu vực, ứng cứu tức thì điểm cần chi viện.
Đối với phe yếu hơn việc tập trung lực lượng xảy ra trong các trường hợp, như khi họ bị bắt buộc phòng thủ không thể lùi tại căn cứ đầu não quân sự, khi tấn công, việc chủ động tập trung lực lượng tấn công trong ngắn hạn tại một khu vực giới hạn sẽ tạo lợi thế. Khi quân thù tăng cường chi viện, quân tấn công sẽ mau chóng phân tán lực lượng và rút lui. Như thế tập trung lực lượng có lợi cho một phe yếu hơn khi gây áp lực cho một khu vực, nhưng vẫn đòi hỏi tính cơ động để rời khỏi chiến trường khi thời điểm trở nên bất lợi.
Như vậy, tập trung lực lượng phải cân nhắc lực lượng, địa điểm, thời gian và tình huống chiến thuật, trong đó cân nhắc các yếu tố bất ngờ để gây áp đảo bên cạnh yếu tố quân số đông.
Tập trung lực lượng gây áp đảo nhưng thiếu tính cơ động cũng là tình trạng phổ biến trong chiến tranh, do không có tính cơ động, không có yếu tố bất ngờ, vì vậy áp đảo liên quan đến các yếu tố chính là quân số và hỏa lực. Hệ lụy là các bên sẽ tấn công trực diện vào nhau với mọi khả năng áp lực mà họ huy động mạnh nhất, sử dụng tất cả nguồn nhân lực, vật chất,...thông thường làm gia tăng thương vong, thiệt hại khủng khiếp của các bên.
Để phá vỡ Tập trung lực lượng, tránh đối đầu với một đạo quân lớn, nhiều lãnh đạo quân sự đã thực hiện chiến thuật tấn công từng phần, chặn đánh từng cánh quân một của quân thù khi họ di chuyển, ngăn đối phương hội quân. Hoặc chủ động hơn, tấn công từ cứ điểm quân sự rời rạc của đối phương. Chiến thuật yêu thích khác là đánh du kích vào cơ sở hậu cần như xăng, dầu,...tại các kho tàng. Khi hậu cần quân sự không đảm bảo, đối phương khó lòng khởi động một chiến dịch quân sự, do quân đội với đông đảo lính không có đủ nguồn lực chiến đấu.